# Izatha prasophyta
Izatha prasophyta là một loài bướm đêm thuộc họ Oecophoridae. Nó là loài đặc hữu của New Zealand, ở đó nó được tìm thấy ở Đảo Bắc, trừ vịnh Hawkes hoặc Wairarapa.
Sải cánh dài 16–22.5 mm đối với con đực và 19.5–26 mm đối với con cái. Con trưởng thành bay từ tháng 11 đến tháng 2.